# روجر نيلسون (لاعب كرة قاعدة)
روجر نيلسون (بالإنجليزية: Roger Nelson)‏ هو لاعب كرة قاعدة أمريكي، ولد في 7 يونيو 1944 في ألتادينا في الولايات المتحدة.

## وصلات خارجية
- روجر نيلسون على موقعبيزبول رفرنس.كوم (الدوري الرئيسي) (الإنجليزية)
- روجر نيلسون على موقعبيزبول رفرنس.كوم (الدوري الثانوي) (الإنجليزية)